# Neurois cadioui
Neurois cadioui là một loài bướm đêm trong họ Noctuidae.